# リソールルビンBK
リソールルビンBK (Lithol Rubine BK) は、赤色の合成アゾ色素である。赤色の粉末状で、印刷するとマゼンタになる。温水には少し溶けるが、冷水やエタノールには溶けない。ジメチルホルムアミド中での最大吸収波長は約442nmである。通常、カルシウム塩として流通する。
プラスチック、塗料、インク、織物等の染色に用いられる。
p-トルイジン-m-スルホン酸と3-ヒドロキシ-2-ナフトエ酸のカップリング反応により合成できる。
食品添加物として用いられる時のE番号は、E180である。チーズの皮やリップクリームの着色に用いられる。オーストラリア・ニュージーランドでは食品添加物としての使用が禁止されている。